# Felix Huston Robertson
Felix Huston Robertson (9 mars 1839 – 20 avril 1928) est le seul Amérindien du Texas à servir en tant que général dans l'armée des États confédérés pendant la guerre de Sécession. Il est classé comme général en dépit de sa nomination à titre temporaire qui a été rejetée par le sénat confédéré le 22 février 1865. Au moment de sa mort, il est le dernier général survivant de la Confédération. Il est blâmé par les historiens pour le comportement controversé de ses troupes lors la bataille de Saltville, où des dizaines de cavaliers noirs de l'Union blessés sont tués dans leur lit.

## Avant la guerre
Robertson naît à Washington-on-the-Brazos, au Texas, fils de Mary (Cummins) et de Jerome B. Robertson, qui servira également comme général confédéré. Il fréquente l'université Baylor et entre à West Point en 1857, mais la quitte l'obtention du diplôme pour servir la Confédération.

## Guerre de Sécession
Robertson est initialement nommé second lieutenant dans l'artillerie de l'armée confédérée, Robertson part à Charleston, en Caroline du Sud, et participe au bombardement du fort Sumter. Il se rend ensuite en Floride, où il sert comme officier d'état-major pour le brigadier général Adly H. Gladden à Pensacola.
Au début de 1862, Robertson devient capitaine d'une batterie d'artillerie de l'Alabama et combat à la bataille de Shiloh en avril. Il sert à la bataille de Stones River à la fin de l'année. Il est promu par Braxton Bragg au grade de commandant et reçoit le commandement d'un bataillon d'artillerie de réserve de l'armée du Tennessee, qu'il mène à Chickamauga en septembre 1863.

Robertson est par la suite promu lieutenant-colonel et réaffecté au commandement de l'artillerie montée confédérée, sous les ordres de Joseph Wheeler. Il participe à la campagne d'Atlanta de 1864. Le comportement de Robertson attire l'attention de ses supérieurs, et le 26 juillet 1864, il est nommé brigadier général (temporaire). Il devient chef d'état-major de Wheeler. Il épouse Sarah Davis, pendant qu'il est en permission.
Parjure, sycophante, probablement un meurtrier, Felix Robertson du Texas était presque sans doute l'homme le plus répréhensible des deux armées à porter l'uniforme de général. Ce n'est que par les marges les plus étroites qu'il a échappé à être jugé par son propre gouvernement pour ce que les générations futures appelleront des crimes de guerre.
 En fin d'année, Robertson est affecté à un commandement sur le terrain, menant d'abord une brigade et, plus tard, une division de cavalerie. Robertson participe à la victoire sur les troupes de l'Union à la première bataille de Saltville dans le comté de Smyth, en Virginie, le 2 octobre. De nombreux soldats fédéraux qui y participent sont des Noirs, et plus de 100 sont massacrés par un groupe de guérilleros associés aux troupes de Robertson le 3 octobre. Robertson se vante à un autre officier qu'« il a tué presque tous les Nègres ». Sa conduite est telle que, lorsque Robert E. Lee l'apprend il communique au général John C. Breckinridge sa consternation « qu'un officier général puisse être coupable du crime que vous mentionnez » et charge Breckinridge d'« instruire les charges retenues contre lui et de le poursuivre en justice ». L'un de ses subordonnés, Champ Ferguson, est exécuté par pendaison après la guerre pour sa part à ce que la presse du Nord considère comme le « massacre de Saltville ». L'historien William C. Davis, dans son livre An Honorable Defeat. The Last Days of the Confederate Government, rapporte que Robertson personnellement « s'est joint à l'acte d'infamie », bien qu'il ait échappé aux poursuites. Robertson est gravement blessé au coude de la bataille de Buck Head Creek près d'Augusta, en Géorgie, à la fin de novembre 1864. Il survit, mais ne retourne jamais sur le champ de bataille.
Le 22 février 1865, le sénat confédéré rejette la nomination de Robertson au grade de brigadier général. Il est capturé à Macon, en Géorgie le 20 avril 1865. Aucune trace de sa libération sur parole n'a été trouvée.

## Après la guerre
Après la guerre, Robertson retourne au Texas et s'installe à Waco. Il étudie le droit, passe son examen du barreau, et crée un cabinet d'avocat rentable. Lui et son père spéculent dans l'immobilier et investissent dans plusieurs chemins de fer locaux. Après la mort de sa femme, Robertson se remarie en 1892. Robertson tente d'entrer dans la politique locale en 1902 alors qu'il est candidat pour devenir maire de Waco aux primaires démocrates. Cependant, il est défait par le titulaire J. W. Riggins. Il devient le commandant local des vétérans confédérés unis en 1911. En 1913, le gouverneur du Texas, Oscar B. Colquitt le nomme comme représentant du Texas à la commission de la bataille de Gettysburg, un groupe national qui commémore le cinquantième anniversaire de la bataille en juillet 1913.
Il meurt à Waco, au Texas, le 20 avril 1928, et est enterré dans le cimetière d'Oakwood.